# Melanie (canción de Player)
«Melanie» es otra de las baladas del grupo de rock Player, encontradas en su primer álbum LP Player y publicada por RSO Records en 1978. La canción es la cuarta parte del disco y representa estilos como pop y disco, fue escrita por J. Crocker bajo la producción de Dennis Lambert y Brian Potter.

## Personal
- Peter Beckett (guitarra, voz principal)
- J.C. Crowley (guitarra, coros)
- Ronn Moss (bajo, coros)
- John Friesen (batería)
- Wayne Cook (saxofón, teclados)